# Get Lucky – Sex verändert alles
Get Lucky – Sex verändert alles je německý televizní hraný film z roku 2019, který režírovala Ziska Riemann podle vlastního scénáře. Snímek měl světovou premiéru 15. září 2019, dne 26. září byl uveden v televizi.

## Děj
Šest dospívajících přátel jede z Hamburku na prázdniny k Severnímu moři, kde stráví týden u Ellen, tety dvou z nich. Během pobytu u moře se spoustou slunce a zábavy mnozí poznají svou první lásku, mají první sex a vše, co je s tím spojené.

## Obsazení
| Jascha Baum          | Mehmet |
| Benny Opoku-Arthur   | David  |
| Luissa Cara Hansen   | Hannah |
| Benno Fürmann        | Martin |
| Moritz Jahn          | Mats   |
| Lilly Terzic         | Emma   |
| Palina Rojinski      | Ellen  |
| Alicia Stefanis      | Lou    |
| Emma-Katharina Suthe | Julia  |
| Richard Kreutz       | Noah   |
| Rieke Seja           | Ineke  |
| Bjarne Meisel        | Aaron  |